# Three Days of the Condor
Three Days of the Condor is een film uit 1975 van regisseur Sydney Pollack. De hoofdrol wordt gespeeld door Robert Redford. De film is een politieke thriller gebaseerd op het boek Six Days of the Condor van James Grady.

## Verhaal
Joe Turner werkt in dienst van de CIA. Zijn kantoor bevindt zich in New York, waar hij samen met zijn collega's boeken, artikels en magazines leest in de hoop belangrijke informatie te vinden. Op een dag leest hij een bijzonder boek. Het verhaal is een goedkope thriller en werd enkel vertaald in het Turks en het Arabisch. Turner stelt zich vragen bij het boek en dient een verslag in.
Op de dag dat Turner een antwoord op zijn verslag verwacht, gebeurt er iets verschrikkelijks. Net wanneer hij even weg is, worden al zijn collega's vermoord door een bende gewapende mannen onder leiding van de mysterieuze huurmoordenaar Joubert. Wanneer Turner terugkeert naar zijn kantoor en de lijken vindt, is hij in paniek en besluit hij meteen de CIA in te lichten. Turner belt de CIA op en geeft zijn codenaam, Condor, waardoor hij in geen tijd wordt doorverbonden met Higgins, hoofd van de CIA in New York. Higgins geeft Turner de opdracht rustig te blijven. Wicks, het afdelingshoofd van Turner, wil met Turner afspreken en hem binnenbrengen.
Wanneer Turner en Wicks afspreken, loopt de situatie uit de hand. Wicks zit mee in het moordcomplot en probeert Turner dood te schieten. Turner ontsnapt en weet nu zeker dat hij betrokken is bij een ingewikkelde zaak. Omdat hij nergens terechtkan, kidnapt hij een onbekende vrouw. Hij dwingt haar om hem mee te nemen naar haar huis. Turner leert de vrouw, Kathy Hale, beter kennen en kan haar voorzichtig uitleggen wat er gebeurd is. De vrouw lijkt hem te geloven, maar blijft erg achterdochtig. Iets later begeeft Turner zich terug even in het openbaar. Hij weet dat Joubert op de loer ligt om de klus af te maken. Turner vreest voor z'n leven en laat zich omringen door zo veel mogelijk onschuldige mensen zodat niemand hem kan neerschieten zonder onschuldigen te vermoorden. Joubert ligt inderdaad op de loer maar slaagt er niet in om Turner te doden.
Vervolgens keert Turner terug naar Kathy. Zij gelooft hem ondertussen volledig en de twee gaan zelfs samen naar bed. De volgende dag probeert hij het mysterie verder op te lossen. Dan belt de postbode aan en Turner doet de deur open. Al snel heeft hij door dat de postbode een huurmoordenaar is. De twee beginnen een gevecht op leven en dood, dat door Turner wordt gewonnen. In de kledij van de postbode vindt hij een sleutel en een telefoonnummer dat hem tot bij de CIA brengt.
Turner beseft hij niemand kan en mag vertrouwen en hij begint aan een gevaarlijk kat-en-muisspel. Hij probeert Higgins met de waarheid te confronteren. Met de hulp van Kathy komt hij te weten hoe Higgins eruitziet. Wat later ontvoert hij Higgins en rijdt met hem naar een afgelegen plaats. Maar de man kan Turner niet helpen. Dan probeert Turner te achterhalen vanwaar de sleutel komt. Hij komt uit bij een hotelkamer van het Holiday Inn, waar Joubert zich bevindt. Turner belt Joubert op, waardoor die vervolgens belt naar zijn baas Leonard Atwood. Turner volgt dit gesprek en gaat nu op zoek naar Atwood. Hij ontdekt dat Atwood bezig was met een complot om olievelden over te nemen in het Midden-Oosten. Dat complot werd beschreven in het boek dat Turner had onderzocht. Daarom was Turners afdeling een gevaar en moest iedereen vermoord worden. Turner zoekt Atwood bij z'n thuis op en confronteert hem met de waarheid. Even later verschijnt Joubert, die Atwood vermoordt in dienst van diens superieuren bij de CIA. Joubert maakt Turner duidelijk dat hij geen ideologieën heeft en dat hij werkt voor wie hem betaalt. Eerst was Atwood degene die betaalde, nu zijn superieuren. Joubert maakt Turner ook duidelijk dat hij waarschijnlijk toch vermoord zal worden. Om hem te beschermen geeft Joubert hem een wapen.
Ten slotte spreekt Higgins met Turner af. Higgins verdedigt het oliecomplot en legt aan Turner uit waarom het belangrijk is dat ze olievelden bemachtigen. Turner zegt dan dat hij met het verhaal naar de pers is gestapt. Op dat moment staan ze voor het kantoor van The New York Times. Maar Higgins gelooft niet dat de krant het verhaal gaat drukken. Turner krijgt schrik, hij wandelt angstig weg en kijkt nog een laatste keer over zijn schouder heen.

## Rolverdeling
| Acteur            | Personage                        |
| ----------------- | -------------------------------- |
| Robert Redford    | Joseph Turner                    |
| Faye Dunaway      | Kathy Hale                       |
| Cliff Robertson   | J. Higgins                       |
| Max von Sydow     | G. Joubert                       |
| John Houseman     | Wabash                           |
| Addison Powell    | Leonard Atwood                   |
| Walter McGinn     | Sam Barber                       |
| Tina Chen         | Janice Chon                      |
| Michael Kane      | S.W. Wicks                       |
| Don McHenry       | Dr. Ferdinand Lappe              |
| Michael B. Miller | Fowler                           |
| Jess Osuna        | The Major                        |
| Dino Narizzano    | Harold                           |
| Helen Stenborg    | Mrs. Edwina Russell              |
| Patrick Gorman    | Martin                           |
| Russell Johnson   | Intelligence Officer at Briefing |

## Prijzen en nominaties
Gewonnen
- Cartagena Film Festival: Golden India Catalina, Beste Acteur, Max von Sydow; 1976.
- David di Donatello: Special David, Sydney Pollack, voor de regie; 1976.
- Edgar Allan Poe Awards: Edgar; Best Motion Picture, Lorenzo Semple Jr. David Rayfiel; 1976.
- Kansas City Film Critics Circle Awards: KCFCC Award; Best Supporting Actor, Max von Sydow; 1976.
- Motion Picture Sound Editors: Golden Reel Award; Best Sound Editing - Sound Effects; 1976.

Nominaties
- Academy Award: Oscar; Beste filmmontage, Fredric Steinkamp and Don Guidice; 1976.
- Cartagena Film Festival: Golden India Catalina; Beste Film, Sydney Pollack; 1976.
- Golden Globe: Golden Globe; Beste filmactrice - Drama, Faye Dunaway; 1976.
- Grammy Award: Grammy; Beste Album of Original Score Written for a Motion Picture or Television Special, Dave Grusin; 1977.